# Сергеева (вулкан)
Вулкан Сергеева — потухший вулкан на западном склоне Срединного хребта, в верховьях реки Анчиваям (приток реки Мутной) на полуострове Камчатка, Россия.
Форма вулкана представляет собой пологий асимметричный конус с плоско-выпуклой вершиной. В географическом плане вулканическое сооружение имеет несколько вытянутую в широтном направлении форму с осями 6,5 × 3 км, площадь — 20 км², объем изверженного материала 5 км³. Абсолютная высота — 1742 м (1759 м на современных картах), относительная: западных склонов — 800 м, восточных — 400 м.
Вершина вулкана оканчивается кратером диаметром около 200 м его западная стенка прорвана, и склон вулкана постепенно переходит в дно кратера. Деятельность вулкана относится к голоценовому периоду. Вулкан входит в группу северного вулканического района, срединного вулканического пояса.